# Goniofotòmetre

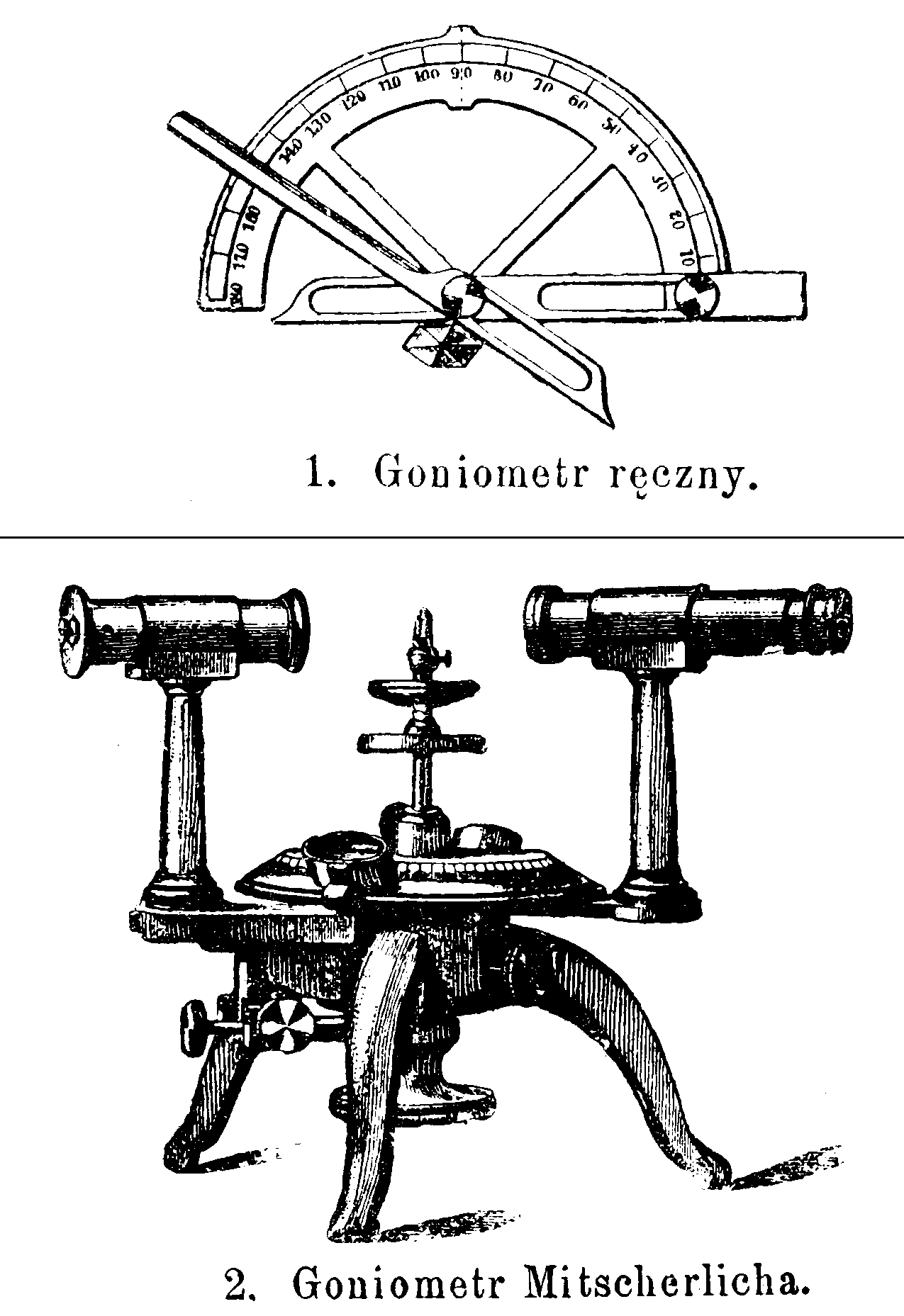
Manual (1) i goniòmetres òptics de Mitscherlich (2) per utilitzar-los en cristal·lografia, c. 1900

Un goniofotòmetre és un dispositiu utilitzat per mesurar la llum emesa des d'un objecte en diferents angles. L'ús de goniofotòmetres ha anat augmentant en els darrers anys amb la introducció de fonts de llum LED, que són majoritàriament fonts de llum dirigida, on la distribució espacial de la llum no és homogènia. Si una font de llum és homogènia en la seva distribució de la llum, s'anomena font lambertiana. A causa de les estrictes regulacions, la distribució espacial de la llum és de gran importància per a la il·luminació de l'automòbil i el seu disseny.

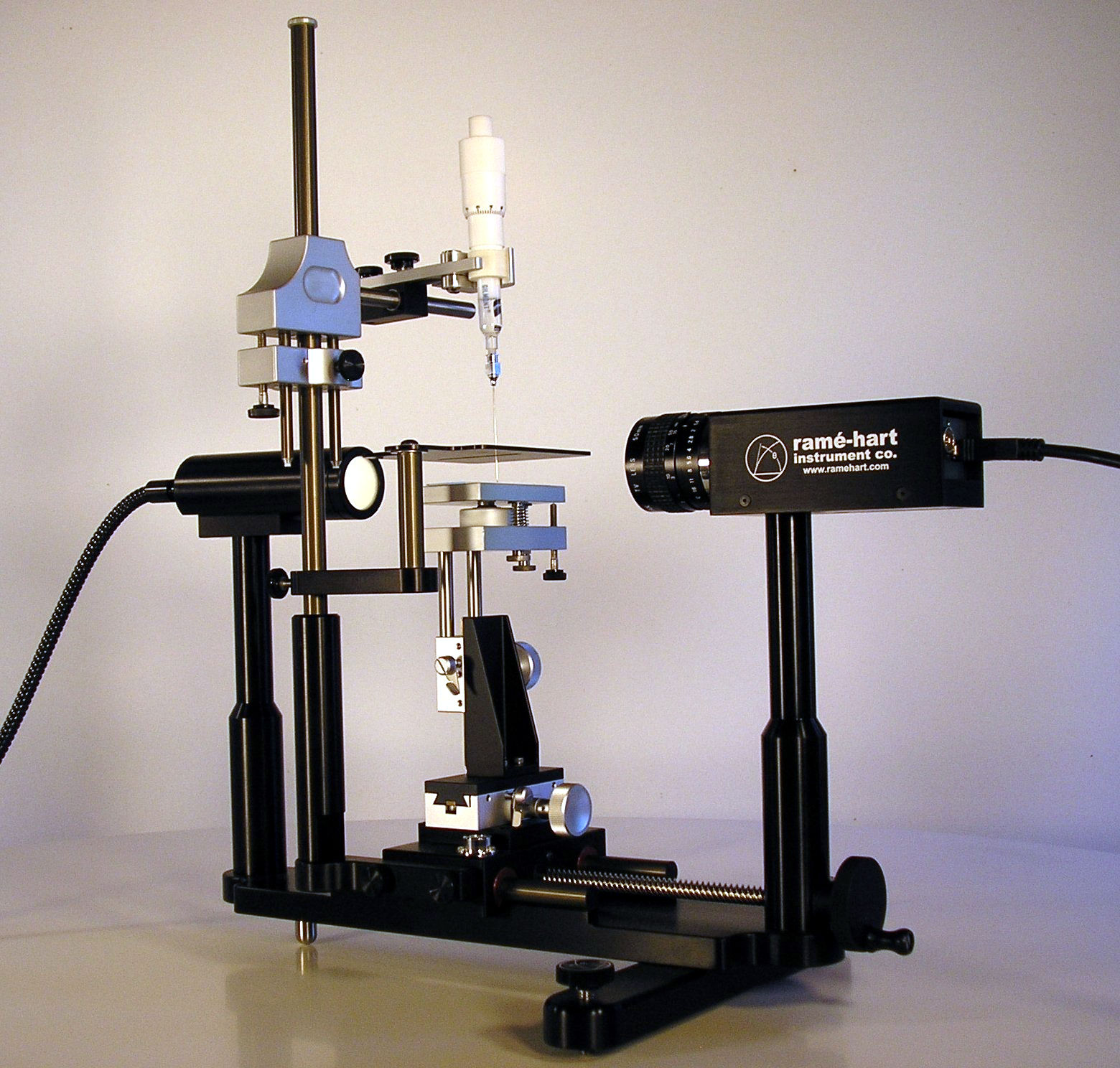
Els científics de la superfície utilitzen un goniòmetre d'angle de contacte per mesurar l'angle de contacte, l'energia superficial i la tensió superficial.

## Usos
Un goniofotòmetre es pot utilitzar per a diverses aplicacions:
- Mesura del flux lluminós d'una font de llum.
- Mesura de la distribució de la intensitat lluminosa des d'una font molt més petita que la mida del goniofotòmetre.

Equipat amb sensors de color, es poden mesurar característiques addicionals:
- Distribució de la temperatura de color correlacionada.
- Uniformitat del color.

## Tipus
Els tipus de goniofotòmetres A, B i C definits aquí es deriven de la publicació "CIE 70" de la Comissió Internacional d'Il·luminació.

### Tipus A
Eix horitzontal fix, amb l'eix vertical unit, tots dos perpendiculars a la direcció de sortida principal de la font de llum.

### Tipus B
Eix vertical fix, amb l'eix horitzontal unit, tots dos perpendiculars a la direcció de sortida principal de la font de llum.
Els tipus A i B són estructures de columnes dobles. Aquest tipus s'aplica a la llum de la reixa fixa. L'eix de simetria de la làmpada i l'horitzontal del suport giratori són coaxials, en el sistema de coordenades B-β, i els dos són verticals, en el sistema de coordenades A-α.

### Tipus C
Eix vertical fix perpendicular a la línia de mesura, amb un eix horitzontal paral·lel a la direcció de sortida principal de la font de llum.El tipus C són estructures d'una sola columna. L'estructura de columna única es crea quan la columna assistent es baixa de l'estructura de columnes dobles. Aquest tipus s'aplica a una làmpada de tub fix, una làmpada puntual o altres dispositius. La radiació de l'eix de la làmpada i l'horitzontal del suport giratori és coaxial.

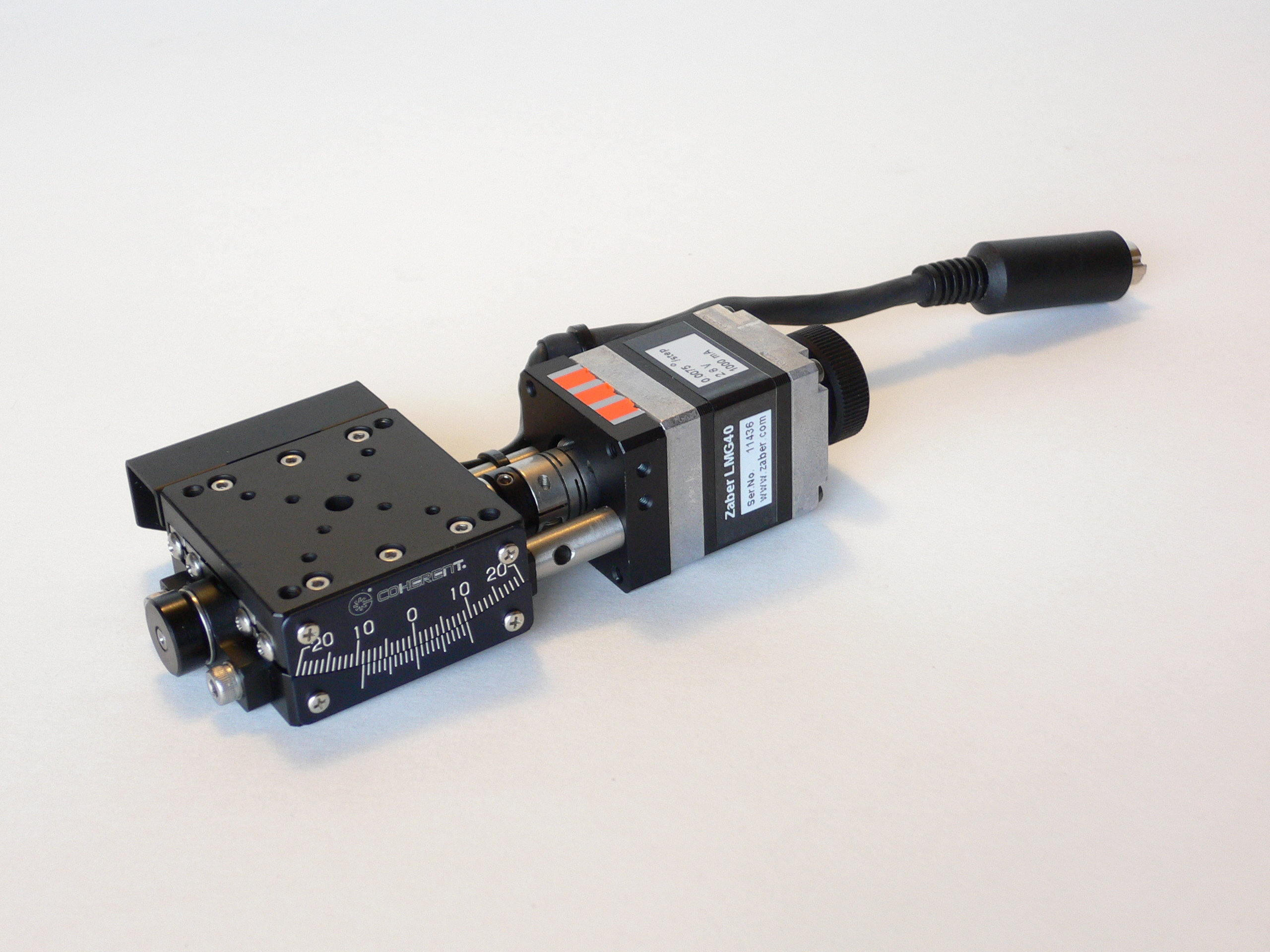
Una etapa de goniòmetre electromecànic en miniatura. Aquest tipus d'escenari s'utilitza principalment en el camp dels làsers i l'òptica.

### Goniofotòmetres basats en càmera
Les distribucions d'intensitat lluminosa també es poden mesurar mitjançant goniofotòmetres d'imatge. Per mesurar la distribució angular completa d'una font de llum, es pot utilitzar el mètode de càmera ull de peix. El mètode es basa en l'ús d'una càmera amb lent ull de peix instal·lada en un port d'una esfera integradora. La càmera registra simultàniament les dades d'intensitat lluminosa per a tots els angles d'emissió de llum, reduint la incertesa de mesura a causa dels efectes temporals, com ara la deriva i la modulació temporal de la font de llum. La naturalesa instantània de la mesura de la càmera també redueix significativament el temps necessari per obtenir la distribució de la intensitat lluminosa del dispositiu a prova, i no es veu afectada per la resolució angular establerta per a la mesura.